# 히어로즈의 개막전 선발투수 목록
히어로즈는 서울시를 연고로 하는 KBO 리그의 야구단이다. 개막전은 그 해 시즌의 첫 경기이기 때문에 특별한 경우를 제외하면 팀에서 최상의 투수가 선발투수로 나온다. 히어로즈의 경우 2008년에 창단하여 현재까지 13시즌동안 총 8명의 투수가 등판하였으며 그중 3명은 국내선수이며 나머지 5명은 외국인선수이다.
2008년에 KBO 리그를 정식으로 참가한 히어로즈는 2014년까지 개막전을 원정경기장에서만 했으며 첫 목동야구장개막전은 2015년이다. 2016년부터 홈구장을 고척 스카이돔을 사용하기로 하여 목동 야구장 홈 개막전은 처음이자 마지막이다. 선발투수는 앤디 밴 헤켄이였으며 5 2/3이닝 4실점을하며 승리투수 달성은 실패하였고 팀은 서건창의 끝내기안타에 승리하였다.
브랜던 나이트는 2011년부터 2013년까지 3번 연속으로 개막전 선발등판을 했으며 이는 팀의 최다연속등판이다. 개막전 최다등판은 브랜던 나이트와 앤디 밴 헤켄의 3번이다. 히어로즈는 2010년까지 국내투수만 개막전 선발투수로 등판하였으나 2011년이후로 외국인 선수만 개막전 선발투수로 나오고 있다.
개막전이 연기된 경우는 총 2번 있었다. 팀 창단년도인 2008년에는 3월 29일 개막전이 예정되어있었으나 우천으로 연기되었다. 개막전 선발투수로 예정된 선수는 마일영이였는데, 우천순연으로 다음날 열린 개막전에 장원삼이 등판하였다. 두번째 개막전 연기는 2020년에 있었다. 코로나19 범유행에 따라 2020년 KBO 리그는 5월 5일로 연기되었다. 이날 등판한 선발투수는 제이크 브리검이다.

## 설명

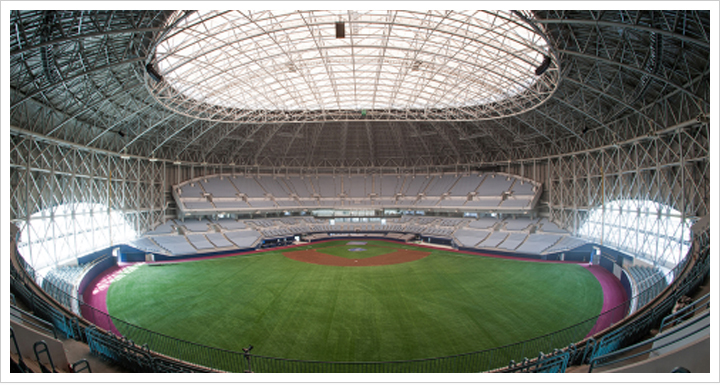
고척 스카이돔의 경우 2016년부터 홈구장으로 사용하고 있다

| 시즌         | 히어로즈의 시즌                                      |
| 선발투수 (#) | 괄호 안의 수는 해당 선수의 개막전 선발투수 등판 횟수 |
| W            | 승리                                                 |
| L            | 패배                                                 |
| ND (W)       | 무판정경기(히어로즈 승리)                            |
| ND (L)       | 무판정경기(히어로즈 패배)                            |
| 최종점수     | 히어로즈의 득점 점수가 먼저 표시됩니다               |
| 경기장       | 홈 경기장의 경우 이텔릭체 표기                       |
| *            | 해당년도에 포스트시즌 진출                           |
| **           | 해당년도에 준우승(한국시리즈 진출)                   |
| †            | 해당년도에 우승                                      |

## 선발투수 목록

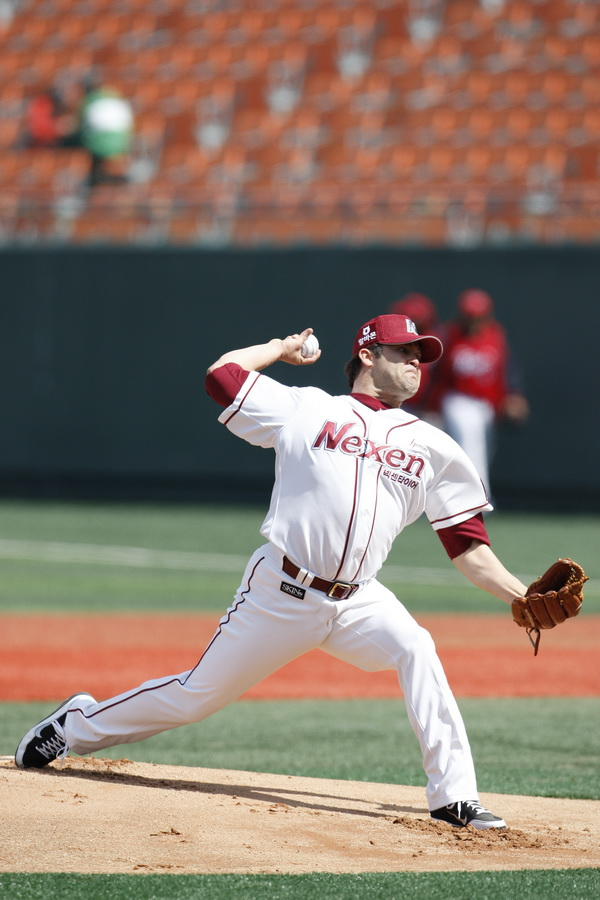
브랜던 나이트의 경우 2011년부터 2013년까지 3연속으로 개막전 선발투수로 등판하였다

| 시즌   | 선발투수         | 결과   | 최종점수 | 상대팀        | 경기장                | 주석   |
| ------ | ---------------- | ------ | -------- | ------------- | --------------------- | ------ |
| 2008   | 장원삼           | L      | 1-4      | 두산 베어스   | 서울종합운동장 야구장 | [ 5 ]  |
| 2009   | 마일영           | L      | 2-3      | 롯데 자이언츠 | 사직야구장            | [ 6 ]  |
| 2010   | 금민철           | W      | 3-2      | 롯데 자이언츠 | 사직야구장            | [ 7 ]  |
| 2011   | 브랜던 나이트    | L      | 0-2      | SK 와이번스   | 문학 야구장           | [ 8 ]  |
| 2012   | 브랜던 나이트(2) | W      | 6-2      | 두산 베어스   | 서울종합운동장 야구장 | [ 9 ]  |
| 2013*  | 브랜던 나이트(3) | ND (L) | 9-10     | KIA 타이거즈  | 광주무등경기장 야구장 | [ 10 ] |
| 2014** | 앤디 밴 헤켄     | W      | 8-3      | SK 와이번스   | 문학야구장            | [ 11 ] |
| 2015*  | 앤디 밴 헤켄(2)  | ND (W) | 5-4      | 한화 이글스   | 목동야구장            | [ 12 ] |
| 2016*  | 라이언 피어밴드  | L      | 1-2      | 롯데 자이언츠 | 고척 스카이돔         | [ 13 ] |
| 2017   | 앤디 밴 헤켄(3)  | L      | 1-2      | LG 트윈스     | 고척 스카이돔         | [ 14 ] |
| 2018*  | 에스밀 로저스    | W      | 6-3      | 한화 이글스   | 고척 스카이돔         | [ 15 ] |
| 2019** | 제이크 브리검    | W      | 7-4      | 롯데 자이언츠 | 사직야구장            | [ 16 ] |

## 같이 보기
- 키움 히어로즈
- 앤디 밴 헤켄
- 브랜던 나이트